# Пюйи-э-Шарбо
Пюйи́-э-Шарбо́ (фр. Puilly-et-Charbeaux) — коммуна во Франции, находится в регионе Шампань — Арденны. Департамент коммуны — Арденны. Входит в состав кантона Кариньян. Округ коммуны — Седан.
Код INSEE коммуны — 08347.
Коммуна расположена приблизительно в 230 км к востоку от Парижа, в 100 км северо-восточнее Шалон-ан-Шампани, в 45 км к востоку от Шарлевиль-Мезьера.

## Население
Население коммуны на 2008 год составляло 257 человек.
| 1962 | 1968 | 1975 | 1982 | 1990 | 1999 | 2008 |
| ---- | ---- | ---- | ---- | ---- | ---- | ---- |
| 356  | 384  | 325  | 305  | 258  | 244  | 257  |

## Администрация
| Период | Период | Фамилия       | Партия | Должность |
| ------ | ------ | ------------- | ------ | --------- |
| 2001   | 2008   | Рене Ламблен  |        |           |
| 2008   |        | Жан-Луи Этьен |        |           |

## Экономика
В 2007 году среди 157 человек в трудоспособном возрасте (15—64 лет) 108 были экономически активными, 49 — неактивными (показатель активности — 68,8 %, в 1999 году было 62,7 %). Из 108 активных работали 102 человека (58 мужчин и 44 женщины), безработных было 6 (4 мужчины и 2 женщины). Среди 49 неактивных 20 человек были учениками или студентами, 10 — пенсионерами, 19 были неактивными по другим причинам.

## Достопримечательности
- Церковь Сен-Себастьен. Имеет выступающие навесные бойницы по обе стороны квадратной укреплённой башни. В церкви есть фрески XVII—XVIII веков.

## Фотогалерея

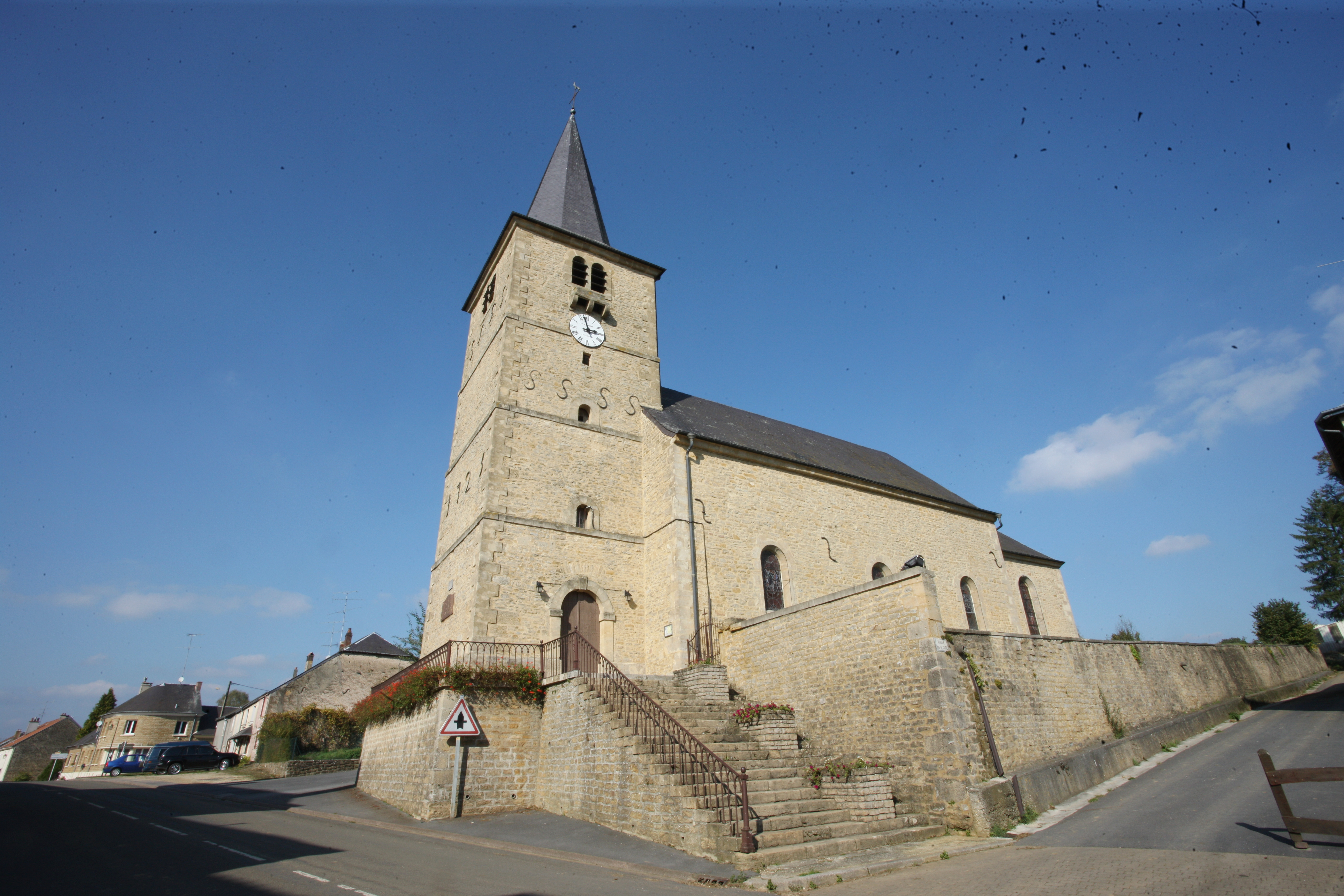
Церковь Сен-Себастьен
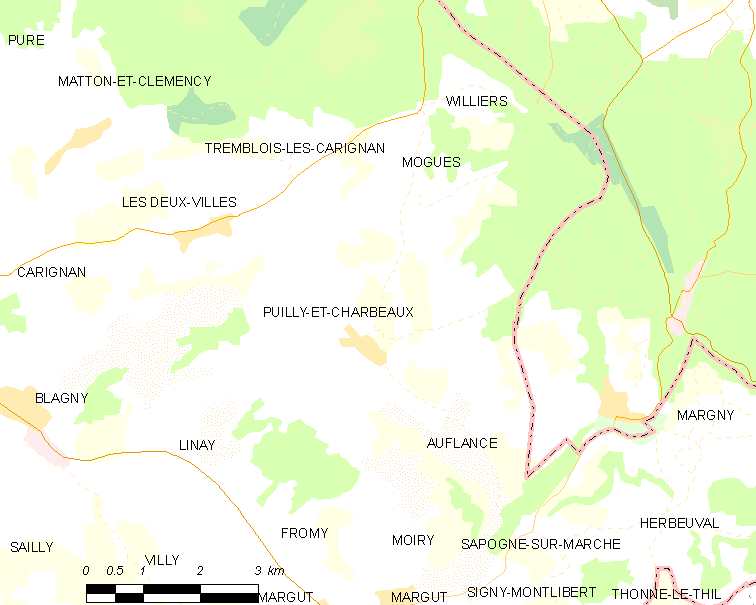
Карта коммуны